# Blanquejar els teixits
L'emblanquiment dels teixits en l'actualitat utilitza productes químics en concret el més usat és el peròxid d'hidrogen (H2O2) i amb menor freqüència l'hipoclorit de sodi (NaClO) o el clorit de sodi (NaClO2).
Els potencials redox d'aquestes substàncies sota condicions normals depenen molt del pH. En el cas del peròxid d'hidrogen, el seu potencial redox facilita que pugui ser emprat en procés en fred o en calent i a més ofereix avantatges tècnics i ecològics respecte el NaClO y el NaClO2. Per exemple, l'ús de H2O2 forma només aigua i oxigen durant la reacció d'emblanquiment.
L'agent emblanquidor de reducció que més s'utilitza és el ditionit de sodi (Na2S2O4) i el diòxid de tiourea. L'ús d'aquests agents requereix de substàncies auxiliars dins dels quals s'inclouen activadors, estabilitzadors, sistemes buffer i surfactants, els quals controlen el procés d'emblanquiment per a evitar danys al teixit cru tractat i millorar l'absorbència.

## Processos més comuns d'emblanquiment
- Emblanquiment de concentració: Amb solucions diluïdes d'Hipoclorit de sodi i peròxid d'hidrogen, compostos clorats (hipoclorit de calci o sodi), agents de concentració i agents segrestadors orgànics i inorgànics com polifosfats o àcid Etilen-diaminatetra-acètic (EDTA).

- Per a emblanquir lli o raió també es pot usar EDTA que eviten que el teixit es torni groc.

Emblanquiment del lli: S'utilitzen solucions diluïdes en àcid clorhídric, peròxid d'hidrogen i àlcalis.
Emblanquiment del raió: De forma similar al lli però requereix temps més curts i menor concentració del productes químics.
- Emblanquiment de la seda i la llana: Amb diòxid de sofre i peròxid d'hidrogen. No s'ha de fer servir el clor.